# Dmitri Liulin
Dmitri Liulin fue un deportista soviético que compitió en esgrima, especialista en la modalidad de espada. Ganó dos medallas en el Campeonato Mundial de Esgrima en los años 1961 y 1962.

## Palmarés internacional
| Campeonato Mundial | Campeonato Mundial       | Campeonato Mundial | Campeonato Mundial |
| Año                | Lugar                    | Medalla            | Prueba             |
| ------------------ | ------------------------ | ------------------ | ------------------ |
| 1961               | Turín (Italia)           | Medalla de oro     | Espada por equipos |
| 1962               | Buenos Aires (Argentina) | Medalla de bronce  | Espada por equipos |